# Schubjeszwelmos
Schubjeszwelmos (Scytinium imbricatum) is een korstmossoort uit de familie Collemataceae. Het leeft op de grond en leeft in symbiose met de alg Nostoc. Het komt voor in de kustduinen.

## Kenmerken

### Uiterlijke kenmerken
Het korstmos heeft een thallus dat klein en bladvormig of schubachtig is. De bovenkant is glad, bruinachtig of blauwgrijs en zonder poederige laag. De onderkant is ook blauwgrijs en heeft soms kleine structuren, maar geen wortelachtige aanhechtingen. De apotheciën zijn klein (0,3–1 mm) en liggen op het oppervlak. Ze hebben een bruine of blauwgrijze kleur, zijn komvormig en bevatten fotobionten aan de rand. 

### Microscopische kenmerken
De sporen zijn ovaal, kleurloos, hebben meerdere dwarswanden (muriform) en meten 20–35 µm x 7–15 µm. De asci hebben een dikke wand en geven een positieve reactie op jodium.

## Ecologie
Het groeit op allerlei bodems zoals klei, humus, turf, dode bladeren en ook op mossen en levermossen. 

## Verspreiding
Het schubjeszwelmos komt voor op het noordelijk halfrond (Eurazië, Noord-Amerika, inclusief de poolstreken).
In Nederland is het zeer zeldzaam. Het staat op de Nederlandse Rode Lijst in de categorie 'Kwetsbaar'.